# هرمان هيلمز
هرمان هيلمز (بالإنجليزية: Hermann Helms)‏ هو لاعب شطرنج وصحفي أمريكي، ولد في 5 يناير 1870 في بروكلين في الولايات المتحدة، وتوفي بنفس المكان في 6 يناير 1963.

## وصلات خارجية
- هرمان هيلمز على موقع مباريات الشطرنج (الإنجليزية)
- هرمان هيلمز على موقع 365Chess.com (الإنجليزية)